# Miguel Ángel Herrera
Miguel Ángel Herrera Equihua (Uruapan del Progreso, 1989. április 3. –) egy mexikói válogatott labdarúgó, 2016-tól a CF Monterrey hátvédje.

## Pályafutása

### Klubcsapatokban
A mexikói bajnokság első osztályában 2012. július 3-án mutatkozott be a Pachuca színeiben, ahol 2015 végéig játszott, több mint 100 bajnoki mérkősen szerepelt. 2016-tól a CF Monterrey játékosa.

### A válogatottban
A válogatottban először 2014 szeptemberében lépett pályára egy Chile elleni barátságos mérkőzésen. Bár beválogatták a 2015-ös Copa Américán szereplő 23-as keretbe, egy május végi sérülés miatt mégsem vehetett részt a tornán.

#### Mérkőzései a válogatottban
| Mexikó | Mexikó              | Mexikó                                     | Mexikó    | Mexikó   | Mexikó   | Mexikó     | Mexikó | Mexikó  |
| #      | Dátum               | Helyszín                                   | Hazai     | Eredmény | Vendég   | Kiírás     | Gólok  | Esemény |
| ------ | ------------------- | ------------------------------------------ | --------- | -------- | -------- | ---------- | ------ | ------- |
| 1.     | 2014. szeptember 6. | Santa Clara, Levi’s Stadion                | Mexikó    | 0 – 0    | Chile    | barátságos | 0      |         |
| 2.     | 2014. október 12.   | Santiago de Querétaro, Estadio Corregidora | Mexikó    | 1 – 0    | Panama   | barátságos | 0      |         |
| 3.     | 2014. november 12.  | Amszterdam, Amsterdam ArenA                | Hollandia | 2 – 3    | Mexikó   | barátságos | 0      | 61'     |
| 4.     | 2015. október 13.   | Toluca de Lerdo, Estadio Nemesio Díez      | Mexikó    | 1 – 0    | Panama   | barátságos | 0      |         |
|        | Összesen            |                                            |           | 4        | mérkőzés |            | 0      | gól     |